# Batrachoides
Batrachoides es un género de peces.

## Especies
- Batrachoides boulengeri C. H. Gilbert & Starks, 1904
- Batrachoides gilberti Meek & Hildebrand, 1928
- Batrachoides goldmani Evermann & Goldsborough, 1902
- Batrachoides liberiensis (Steindachner, 1867)
- Batrachoides manglae Cervigón, 1964
- Batrachoides pacifici (Günther, 1861)
- Batrachoides surinamensis (Bloch & J. G. Schneider, 1801)
- Batrachoides walkeri Collette & Russo, 1981
- Batrachoides waltersi Collette & Russo, 1981